# Amt Pfaffenhofen

Wappen der Herrschaft Lichtenberg

Wappen der Grafschaft Hanau-Lichtenberg seit 1606

Wappen der Landgrafschaft Hessen-Darmstadt

Das Amt Pfaffenhofen war ein Amt der Herrschaft Lichtenberg, später der Grafschaft Hanau-Lichtenberg, von der es an die Landgrafschaft Hessen-Darmstadt überging.

## Geschichte
Durch Gebietserwerb im 14. Jahrhundert mussten zu Beginn des 15. Jahrhunderts die zu umfangreich gewordenen Ämter Ingweiler und Buchsweiler der Herrschaft Lichtenberg neu organisiert werden. Dabei wurde unter anderem das Amt Pfaffenhofen ausgegliedert und verselbständigt.
Anna von Lichtenberg (* 1442; † 1474), eine der beiden Erbtöchter Ludwigs V. von Lichtenberg (* 1417; † 1474) heiratete 1458 den Grafen Philipp I. den Älteren von Hanau-Babenhausen (* 1417; † 1480), der eine kleine Sekundogenitur aus dem Bestand der Grafschaft Hanau erhalten hatte, um heiraten zu können. Durch die Heirat entstand die Grafschaft Hanau-Lichtenberg. Nach dem Tod des letzten Lichtenbergers, Jakob von Lichtenberg, eines Onkels von Anna, erhielt Philipp I. d. Ä. 1480 die Hälfte der Herrschaft Lichtenberg. Zu dieser Hälfte gehörte auch das Amt Pfaffenhofen.
Durch die Reunionspolitik Frankreichs fielen 1680 erhebliche der im Elsass gelegenen Teile der Grafschaft Hanau-Lichtenberg unter die Oberhoheit Frankreichs. Dazu zählte auch das Amt Pfaffenhofen.
1736 starb mit Graf Johann Reinhard III. der letzte männliche Vertreter des Hauses Hanau. Aufgrund der Ehe seiner einzigen Tochter, Charlotte (* 1700; † 1726), mit dem Erbprinzen Ludwig (VIII.) (* 1691; † 1768) von Hessen-Darmstadt fiel die Grafschaft Hanau-Lichtenberg nach dort. Im Zuge der Französischen Revolution fiel dann der linksrheinische Teil der Grafschaft Hanau-Lichtenberg – und damit auch das Amt Pfaffenhofen – an Frankreich. Dieses löste im Zuge der revolutionären Umstrukturierung der Verwaltung auch die alte Amtsverwaltung auf.
Nach einer Zählung vom Mai 1798 hatte das Amt 4.219 Einwohner.

## Bestandteile

### Ortschaften
| Ort                                | Herkunft | Recht | Anmerkung                                                                                             |
| ---------------------------------- | --- | --- | --- |
| Altdorf (Oberaltdorf)              | 1332 von den Landgrafen im Elsass gekauft. | Reichslehen | Altdorf war einer der beiden Teile von Alteckendorf.                                                  |
| Alteckendorf                       | | Reichslehen | Alteckendorf war ein Zusammenschluss aus Altdorf und Eckendorf, der 1777 auch formal vollzogen wurde. |
| Arnsberg (Burg)                    | 1332 von den Landgrafen im Elsass gekauft. | Reichslehen | Die Burg gehörte bis zum Anfang des 18. Jahrhunderts zu Hanau-Lichtenberg.                            |
| Bischholz                          | 1296: ältester Nachweis, dass sich das Dorf im Besitz der Herren von Lichtenberg befindet. | Allod | |
| Buswiller (Büsweiler)              | 1453 | Allod | 1453 heißt es in einer Urkunde, dass das Dorf „seit Alters her“ zur Herrschaft Lichtenberg gehöre.    |
| Eckendorf                          | 1332 von den Landgrafen im Elsass gekauft. | Reichslehen | Eckendorf war einer der beiden Teile von Alteckendorf.                                                |
| Engwiller (Engweiler)              | 1350 erste Rechte von Diemar Bogener von Hagenau erworben, 1355 endgültig an Lichtenberg | Lehen der Fürstabtei Murbach | 1736 an Nassau-Ottweiler                                                                              |
| Gumbrechtshoffen (Gumprechtshofen) | 1332 von den Landgrafen im Elsass gekauft. | | Von Knöpp dem Amt Niederbronn zugeordnet; 1709 zu Leiningen.                                          |
| Mertzwiller (Merzweiler)           | seit 1350 | Reichslehen | bis 1551                                                                                              |
| Niedermodern                       | seit dem 13. Jh. | Reichslehen; im 13. Jh. kurzfristig zusammen mit den Herren von Ochsenstein, evtl. kam das Dorf auch erst 1453 insgesamt an Lichtenberg. | Niedermodern bildete eine eigene „Büttelei“. Das war die Untergliederung eines Amtes.                 |
| Niefern                            | 1332 von den Landgrafen im Elsass gekauft. | | bis 1551                                                                                              |
| Obermodern                         | vor 1289 | Reichslehen | |
| Off[en]weiler (Off[en]weiler)      | Wohl im 18. Jahrhundert vom Amt Ingweiler hierhin umgegliedert. | Lehen des Bischofs von Straßburg | |
| Pfaffenhoffen (Pfaffenhofen)       | vor 1289, zunächst zusammen mit den Herren von Ochsenstein, 1454 kam der ochsensteinische Anteil an Lichtenberg. 1471 das letzte ¼, das sich noch im Besitz einiger Bürger von Hagenau befand. | Reichslehen | |
| Schalkendorf                       | vor 1325 oder 1332 | Reichslehen | |
| Schweighouse (Schweighausen)       | wohl um 1350 an Lichtenberg | | bis 1551                                                                                              |
| Schwindratzheim                    | vor 1289 | Reichslehen | Schwindratzheim bildete eine eigene „Büttelei“. Das war die Untergliederung eines Amtes.              |
| Uhrwiller (Uhrweiler)              | | Lehen des Herzogs von Lothringen | Uhrweiler bildete eine eigene „Büttelei“. Es gehörte bis 1691 zur Grafschaft Hanau-Lichtenberg.       |
| Zinswiller (Zinsweiler)            | 1332 von den Landgrafen im Elsass gekauft. 1456 tritt der Graf von Lützelstein seine Rechte am Dorf an Lichtenberg ab.                                                                         | | bis 1691                                                                                              |

### Weitere Bestandteile
Zum Amt Pfaffenhofen gehörten folgende Mühlen:
- Bläsmühle[77]
- Krebsmühle[78]
- Mittelmühle[79]
- Obermühle[80]
- Offweiler Mühle (Rothbach)[81]
- Sandmühle (Pfaffenhofen)[82]
- Schwindratzheimer Mühle, Reichslehen[83]
- Überacher Mühle[84]

und ein Hof zu Minversheim